# Museo de Gibraltar
El Museo de Gibraltar es un museo nacional de historia, cultura e historia natural ubicado en el centro de la ciudad del territorio británico de ultramar de Gibraltar. Establecido en el año 1930 por el entonces Gobernador de Gibraltar, el General Sir Alexander Godley, el museo incorpora exhibiciones detallando la historia milenaria del Peñón y la cultura única de su gente. El museo también incorpora los restos de unos baños moros del siglo XIV. El Director del Museo desde 1991 es el Prof. Clive Finlayson.

## Historia

### Antecedentes
Hubo varios intentos fallidos de establecer un museo en Gibraltar durante el siglo XIX. Importantes descubrimientos locales no pudieron mantenerse en la Roca ya que no existía un museo. Esto significó que el primer cráneo adulto de neandertal descubierto (el llamado cráneo de Gibraltar) fuese enviado al Museo de Historia Natural de Londres. Este fue sólo el segundo fósil de neandertal que fue descubierto cuando se excavó en la cantera de Forbes' Quarry en la cara norte del Peñón en 1848.
La primera recopilación y colección establecida en Gibraltar se debió al Reverendo John White, capellán en Gibraltar desde 1756 a 1774. Animado por su hermano mayor Gilbert White, recogió especímenes zoológicos que estudió y envió a Inglaterra. Tomó consejo de Giovanni Antonio Scopoli y también escribió más tarde en Inglaterra lo que se considera el primer estudio zoológico detallado de Gibraltar. No obstante, la Fauna Calpensis nunca se publicó y sus colecciones se han perdido. El próximo registro conocido de algo que podría asemejarse a un museo data de 1830. El St. Bernard's Hospital es conocido por haber tenido una "habitación para especímenes de historia natural y anatomía mórbida". De nuevo, no se conservan restos de esa colección.
La primera propuesta de abrir un museo de Gibraltar se hizo en 1835 en una reunión de la Sociedad Científica de Gibraltar (un grupo del Ejército Británico que se reunía en la biblioteca del Garrison Library). El primer museo fue establecido y alojado en una vivienda alquilada. El museo se hizo tan importante que la sociedad cambió su nombre a la Sociedad del Museo. Uno de los hitos de la existencia de la sociedad, a pesar de que no se le diera importancia en el momento, fue la presentación del cráneo de Gibraltar el 3 de marzo de 1848, por su secretario, el Teniente Edmund Flint de la Artillería Real.

### Fundación
El actual museo se estableció gracias al General Sir Alexander Godley, que se instaló como Gobernador de Gibraltar en 1928. A su llegada, les dio un discurso de apertura en la que subrayó sus objetivos reformistas, "ayudar a restaurar Gibraltar a la prosperidad que ha venido tras ir mostrando signos de debilidad". Uno de los elementos de esta misión reformista fue la creación del museo nacional. Su principal objetivo era ayudar a las autoridades coloniales en la fundación de un museo. Godley fue capaz de conseguir dos cuarteles militares adyacentes para su uso como museo. La elección fue afortunada, pues en uno de ellos, conocido como Casa de la Ordenanza (hasta entonces la residencia del subdirector de Municiones), que había sido usado como un establo semi-subterráneo, fueron encontradas algunas cámaras de una casa de baños de la época musulmana.
El Museo de Gibraltar abrió sus puertas un año más tarde, el 24 de julio de 1930. En el primer aniversario, el 10 de julio de 1931, la Ordenanza del Museo de Gibraltar fue aprobada como "una ordenanza local de los monumentos antiguos y antigüedades y en la gestión del Museo de Gibraltar".
En la década de 1970, el Museo de Gibraltar albergó la primera oficina de la Sociedad Ornitológica y de Historia Natural de Gibraltar (en inglés: Gibraltar Ornithological & Natural History Society GONHS). Los fundadores de la organización fueran Joaquín Bensusan, el conservador del Museo, Clive Finlayson, actual director.

## Exposiciones

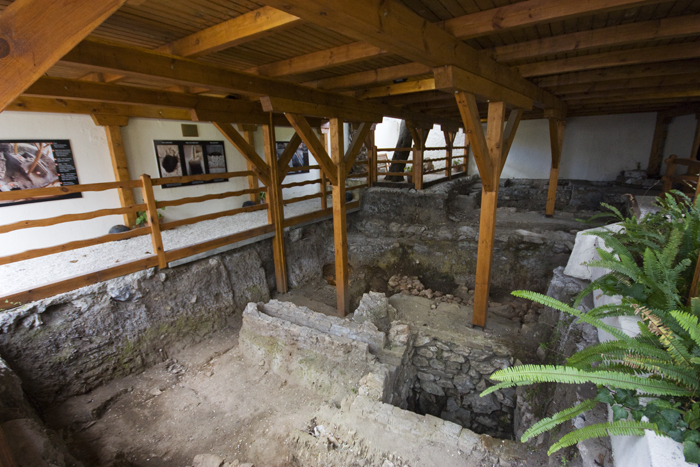
Exposición al aire libre en el Museo de Gibraltar.

### El gibraltareño
Exposición dedicado al pueblo de Gibraltar y su historia social.

### Cine
Documental audiovisual sobre la Historia de Gibraltar.

### La Roca - Símbolo mundial durante tres milenios
Salas dedicadas a la Roca, símbolo desde las Columnas de Hércules hasta el día de hoy e incluyendo la época Fenicia y Cartagineses y sus colecciones.

### Historia Natural y Prehistoria
Las salas dedicadas a la historia natural de Gibraltar incluyendo las reconstrucciones de paisajes pasados, cuevas y neandertales.

### Biodiversidad Marina
Una sala dedicada a la variedad de especies marinas que vivían en los alrededores la costa de Gibraltar.

### El Gran Asedio
Sala dedicada al Gran Sitio de Gibraltar (1779- 1783). Este fue un intento fracasado de España y Francia para capturar Gibraltar de los Británicos durante la Guerra de Independencia de los Estados Unidos. Esta fue la mayor acción que se combatió durante la guerra en términos de números, especialmente el gran asalto del 18 de septiembre de 1782. En tres años y siete meses, fue el asedio más largo sufrido por las Fuerzas Armadas Británicas.

### Maqueta de La Roca

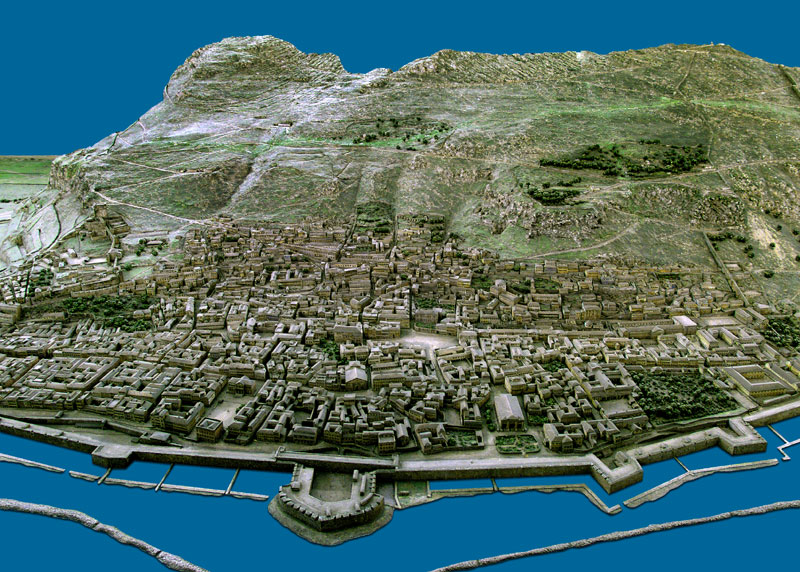
Muestra fotográfica de la maqueta a escala detallando cada casa y calle de la época.

La sala John Fernández incluye una maqueta a escala de Gibraltar de un largor de 8 pies y también incluye fotografías antiguas de Gibraltar. La maqueta fue completada en el año 1865 a partir de unos estudios geográficos realizados por el teniente Charles Warren de los Ingenieros Reales que más tarde asumió un papel de liderazgo en el caso Jack el Destripador y en las investigaciones consiguientes. Se hizo bajo la directriz del Mayor general Edward Charles Frome R.E. Y pintado por el Capitán B.A. Branfill en 1868.

### Galería Calpe
Dedicado al nombre latín de la Roca, "Calpe", una caza de zorros del siglo XIX conocida como la Royal Calpe Hunt y una unidad de la reserva Naval Británica en la Roca, llamada HMS Calpe'.

### Excavaciones Urbanas
Una habitación en la que se exponen los artefactos medievales excavados en el casco urbano de la ciudad de Gibraltar.

### Excavaciones externas
Una exposición de excavaciones al aire libre de siete siglos de la historia de Gibraltar.

## Baños árabes

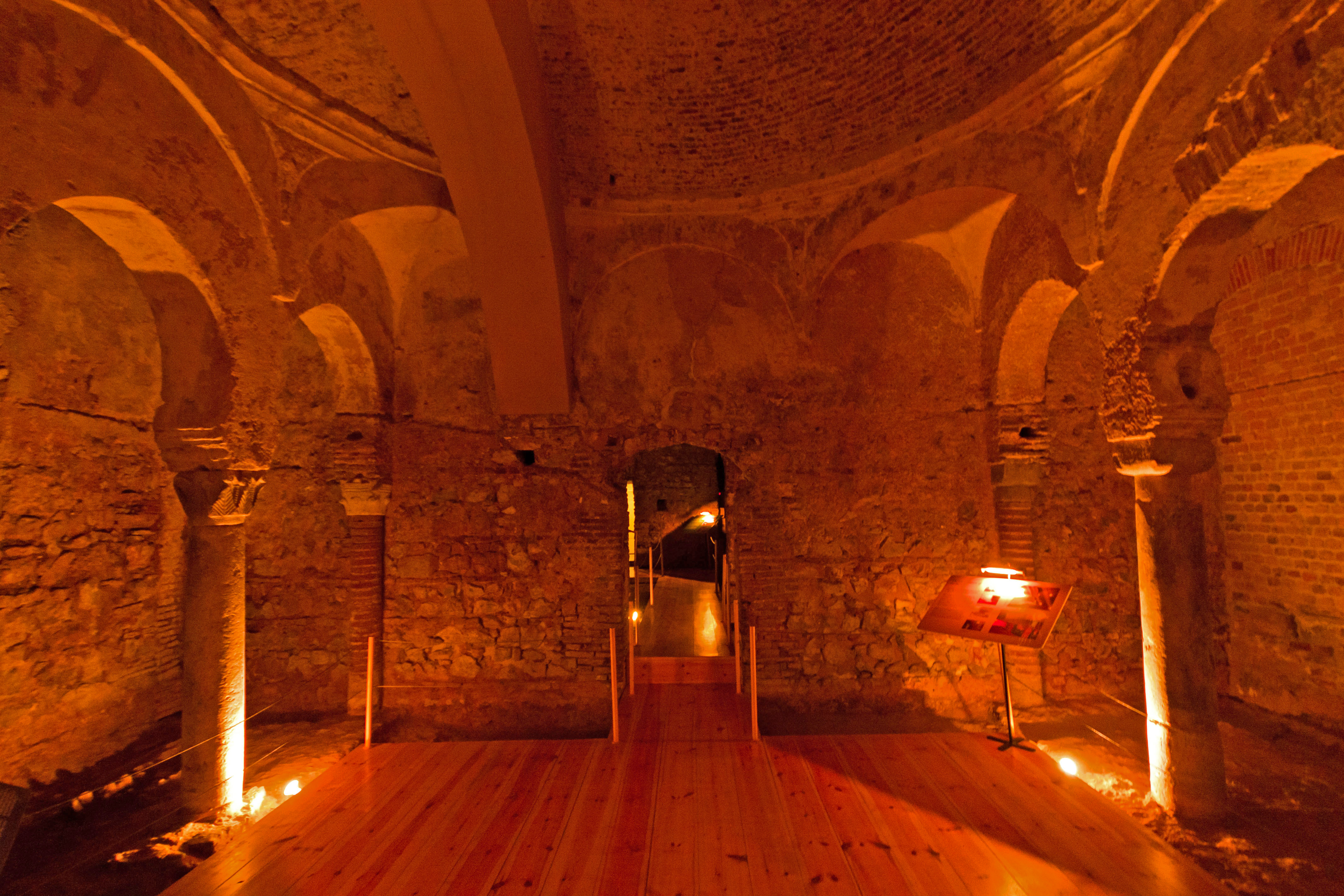
Atrio principal de los baños en el Museo de Gibraltar.

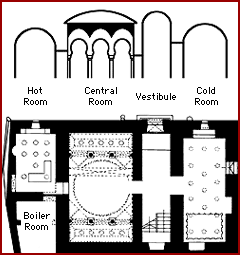
Plano de los baños árabes en Gibraltar.

Situado en el sótano del museo se encuentran los restos de una casa de baños moriscos del siglo XIV durante el gobierno de la Dinastía Benimerín. Se sabe que estos baños privados formaban parte del palacio del entonces Gobernador de Gibraltar. El edificio fue utilizado como establo mientras que estaba bajo el control del ejército británico con el piso de una de las habitaciones se plantó tan alto que los carros a caballos se podían mover con facilidad en el espacio que quedaba en la habitación. El sitio se encuentra ahora más pequeño de lo que era originalmente, el edificio sufrió grandes daños durante el Gran Sitio de Gibraltar. Es una de las casas de baños moriscas mejor conservadas de Europa. En 1906, el Sr. Budgett Meakin, una autoridad en antigüedades moriscas, escribió de estos baños:
"Exceptuando la Alhambra no hay tales baños en tal buen estado de conservación, incluso en Marruecos hay pocos que se les asemejan".
Las excavaciones en el jardín del museo han revelado un conducto de agua, que data del período español. Este conducto entra en el jardín de Line Wall Road y se cree que es de un acueducto que recorre este camino de los pozos al sur de la ciudad. A continuación, se ejecuta a través de las habitaciones y en una cisterna en el interior del patio.
Los baños constan de habitaciones similares a aquellos romanos con una temperatura normal para desvestirse, una habitación fría y una caliente. Canales bajo el suelo permiten que el aire caliente circule como una forma de calefacción por suelo radiante. Este proceso de baño modernos puedan actuar como saunas y preverse entre calor y frío limpiando el cuerpo de sudor.

## Proyectos
El Museo también tiene en sus plantas superiores y sótanos lugares donde se estudia y se guardan objetos de significado histórico y arqueológico y se analizan muestras de excavaciones, en especial sobre los que se llevan a cabo en la Cueva de Gorham.
En la actualidad el Museo de Gibraltar ha firmado un acuerdo con la gerencia y equipos de investigación del Parque de Doñana en Andalucía y también en estrecha cooperación con el equipo de ciencias de La Estación de las Aves en dicho parque.
Además recientes estudios indican que la zona cercana a las cuevas estudiadas por el equipo del Museo de Gibraltar en tiempos prehistóricos, era semejante al Doñana de hoy día.
- Proyecto de cuevas de Gibraltar
- Excavaciones en la Cueva de Gorham

## Conservador /Directores
- M. McEwen (1952–1965)[6]
- David C. Devenish (1967–1970)[15]
- Joaquin Bensusan (1970–)[15]
- Prof. Clive Finlayson (1991–presente)[1]
- Dr. Darren Fa (Asistente Conservador y Ayudante al Director y Lector)[16]